# Witham (Essex)
Witham [ˈwɪtəm] ist eine Stadt und eine Verwaltungseinheit im District Braintree in der Grafschaft Essex, England. Witham ist 12,8 km von Chelmsford entfernt. Im Jahr 2011 hatte es eine Bevölkerung von 25.353. Witham wurde 1086 im Domesday Book als Witham erwähnt.
Es besteht seit 1986 eine Gemeindepartnerschaft zu Waldbröl/Nordrhein-Westfalen.

## Persönlichkeiten
- James Winslow (* 1983 in Witham), Automobilrennfahrer
- Olly Murs (* 1984 in Witham), Pop-Sänger